# Livisk (sprog)
Livisk er et uddødt finsk-ugrisk sprog, der taltes af liverne i i Letland. Den sidste person, der talte sproget, døde i 2013.
Sproget er i slægt med finsk og estisk, men ikke med det lettiske sprog. Moderne livisk er meget påvirket af lettisk, men er dog ikke forståeligt for letter. Af nulevende sprog er sydestisk det nærmest beslægtede.